# James Clerk Maxwell
James Clerk Maxwell (Edinburgh, 1831. június 13. – Anglia, Cambridge, 1879. november 5.) skót matematikus-fizikus volt.
Összefoglaló egyenletrendszerben írta le az elektromosság és a mágnesesség törvényeit; ezenkívül a nevéhez fűződik a Maxwell-eloszlás, a gázok mozgásának az elmélete.
Maxwell a kor legjobb matematikusa volt az elméleti fizikusok között: a tizenkilencedik század megbecsült tudósa, akinek nagy befolyása volt a huszadik századi fizikára, és hozzájárult a természet fizikai alapmodelljének az elkészítéséhez. 1931-ben, Maxwell születésnapjának a századik évfordulóján Einstein ezt mondta a munkásságáról: „A legalaposabb és legtermékenyebb fizikus volt Newton óta.”
Matematikai algebra jellemzi a munkája nagy részét, geometriai elemekkel. Megmutatta, hogy az elektromos és a mágneses erő az elektromágnesesség két kiegészítő nézőpontja. Bebizonyította, hogy a mágneses és az elektromos mező a térben hullámok formájában terjedhet (vákuumban konstans 3,0·108 m/s sebességgel). Feltételezte, hogy a fény is elektromágneses sugárzás.

## Életpályája

### Gyermekkora
Skóciában, Edinburgh-ben született John Clerk ügyvéd egyetlen gyermekeként. Háromévesen már nagy érdeklődéssel fordult a világ felé. Bármi, ami mozgott, csillogott vagy hangot adott, felkeltette az érdeklődését.
Maxwell oktatását keresztény édesanyja kezdte el, beleértve ebbe a Biblia megtanítását is számára. A gyermekkora nagy részét a családi birtokon töltötte Glenlairben, Dumfries mellett. Nyolcéves volt, amikor meghalt az édesanyja. Ezután az Edinburgh Akadémián töltötte a fiatalságát. Az iskolában „Bolondos” volt a beceneve, mert az első napon egy házilag készített cipőben jelent meg. 1845-ben, 14 évesen írt egy tanulmányt, amelyben bemutatja mechanikai eszközök képét, matematikai függvényeit egy darab spárgával.

### Felnőtt évei
1847-ben az Edinburgh-i Egyetemen etikát és természettudományokat hallgatott. William Hamilton báró tanítványa volt. Tizennyolc évesen két tanulmányt írt az Edinburgh Királyi Társasága című kiadványba, az egyik a Szilárdtestek rugalmas egyensúlya volt. A későbbi legfontosabb felfedezésének is lefektette az alapjait – ez az ideiglenes kettős fénytörés keletkezése viszkózus folyadékban, nyírófeszültség esetén. 1850-ben a Cambridge-i Egyetemre ment, ahol először a Peterhouse College-ba iratkozott be, de később átment a Trinity College-ba, mert úgy gondolta, hogy ott könnyebben kap ösztöndíjat. A Trinityben beválasztották egy titkos társaságba, ami a Cambridge-i Apostolokként ismert. 1851 novemberében Maxwell William Hopkins (beceneve „Balhézó”) tanítványa volt. Az elektromágneses egyenletek tekintélyes részének a kiszámítása kemény munka volt Maxwellnek, de egyetemistaként kiváló előmeneteli lehetőséget jelentett számára a Trinityn.
1855-től 1872-ig időnként publikált részeket a színérzékeléssel és a színvaksággal kapcsolatos értékelésének a vizsgálatából; az előbbiért 1860-ban Rumford-medált kapott a Királyi Tanácstól. Az eszközök, amiket kitalált a vizsgálatokra, nagyon egyszerűek és jól használhatóak voltak. Ezek közé tartoztak a Maxwell-lemezek, amiket arra használt, hogy változtatható keveréket tudjon előállítani a három elsődleges színből, és megfigyelhesse a forgás közben kialakuló színt. 1856-ban meghívást kapott a Marischal Főiskola Természettudományi Karára Aberdeenbe.
1859-ben megkapta az Adams-díjat Cambridge-ben, eredeti, a Szaturnusz gyűrűinek stabilitása című esszéjéért, amiben megállapította, hogy a gyűrűk nem lehetnek teljesen szilárdak vagy gázneműek. Maxwell kimutatta: a stabilitást az biztosítja, hogy a gyűrűk számtalan apró részből állnak. 1860-ban professzor volt Londonban a Királyi Főiskolán. 1861-ben beválasztották a Királyi Tanácsba. Ebben az időszakban a szilárd testek rugalmasságát és a tiszta geometriát vizsgálta.

#### Kinetikus elmélete
Maxwell egyik legjelentősebb vizsgálata a gázok kinetikájának az elmélete, amit eredetileg Daniel Bernoulli fedezett fel, de azután kibővült John Herapath, John James Waterston, James Joule és részben Rudolf Clausius laboreredményeivel. Hatalmas kutatást igényelt Maxwelltől, de így a tapasztalatai alapján is kitűnt, nem csak mint matematikus.

#### Elektromágnesesség
Maxwell életének a legtöbb munkája az elektromossághoz kapcsolódik. A legfontosabb eredménye abban áll, hogy kiterjesztette a korábbi tudósok (Michael Faraday, André-Marie Ampère stb.) elektromos és mágneses felfedezéseinek a matematikai formuláit, és egy összekapcsolódó differenciálegyenlet-gyűjteménybe foglalta össze. (Ez eredetileg húsz egyenletből és húsz változóból állt, később azonban leegyszerűsítette négyre, és vektoriális alakra írta át.)
Ezeket az egyenleteket, melyeket ma Maxwell-egyenletek (vagy „Maxwell csodálatos egyenletei”) néven ismerünk, először 1864-ben mutatta be a Királyi Tanácsnak. Közösen írják le az elektromos és a mágneses mezők kölcsönhatását, és azt is megmutatják, hogy a gyors változás biztosítja e mezők térben való terjedésének a lehetőségét. A terjedési sebességet az abban az időben meglevő kezdetleges elektromos eszközök miatt csak megjósolni tudta: 310 740 000 m/s-ra becsülte. (Nem tévedett sokat, a valós sebesség a fénysebesség.)
Maxwell (1865):
„Ez az érték közel van a fénysebességhez, ami azt mutatja: erős okunk van feltételezni, hogy a fény is (akárcsak a hő és az egyéb sugárzások) elektromágneses hullám, ami elektromágneses mezőben terjed.”

#### Késői évei

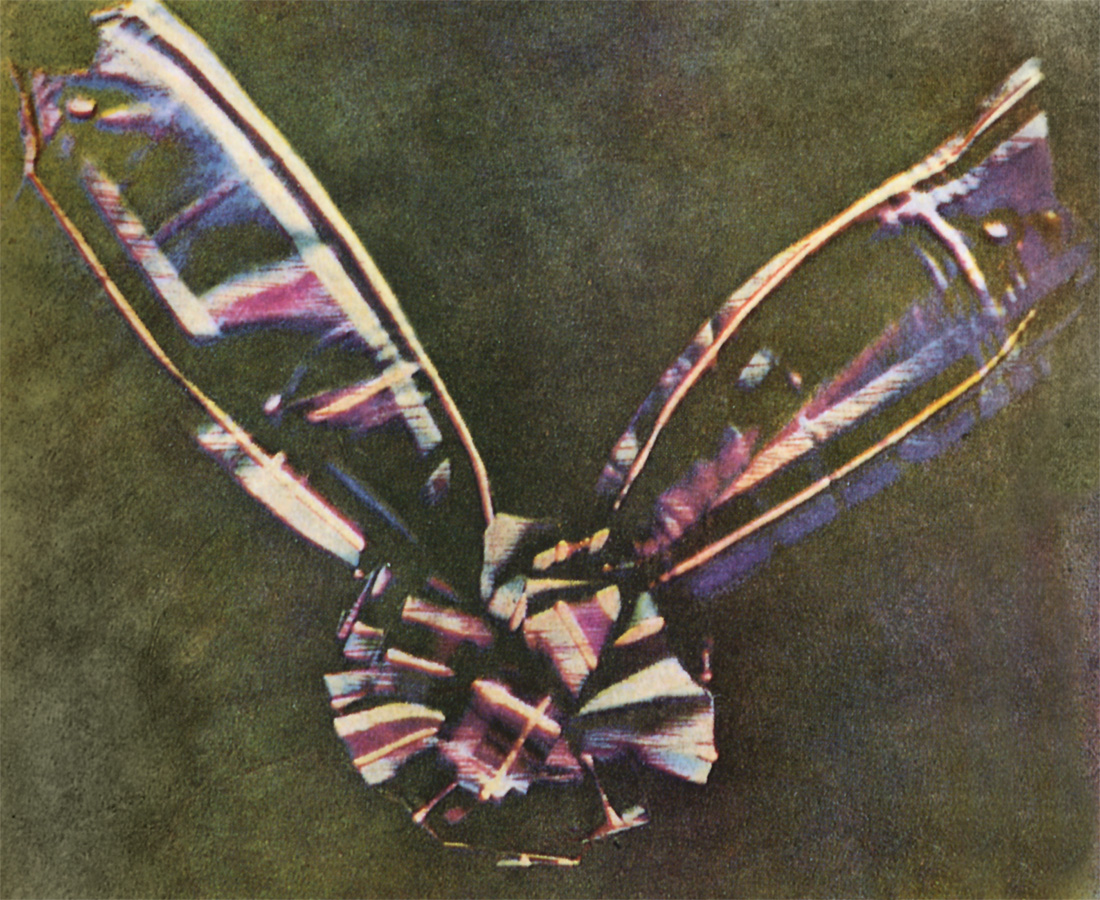
Az első színes fotográfia (Maxwell, 1861)

Maxwell az optika és a színes látás kutatásához is hozzájárult, és megbecsülést szerzett magának a felfedezéssel, hogy a színes fényképek előállíthatók piros, kék és zöld szűrőkkel. Rábeszélte a fotós Thomas Suttont, hogy készítsen fényképet egy szalagról, minden alkalommal más színes szűrőt használva a lencse előtt. A három kép elkészítése után ezeket egyszerre vetítette ki három különböző vetítővel, mindegyiknél olyan szűrőt használva, mint amilyennel a kép készült. Amikor beállította az élességet, a három kép egyetlen színes képet alkotott. Ezek a fényképek ma egy kis múzeumban van kiállítva Edinburgh-ben, az India utca 14. szám alatt, a házban, ahol Maxwell született.
A tudós feleségül vette az akkor 27 éves Katherine Mary Dewart, de gyermekük nem született.
Maxwell Cambridge-ben halt meg hasüregrákban 48 évesen. Őszinte keresztény volt egész életében. A teljes életrajzát James Clerk Maxwell élete címmel egykori iskolatársa és örök barátja, Lewis Campbell professzor jelentette meg 1882-ben, a teljes életművét pedig, beleértve a cikkeit (Atomok, Kohéziós erők, Kapilláris hatás, Diffúzió, Éter stb.) a Cambridge Egyetem jelentette meg két kötetben 1890-ben.

### Költemények és dalok
Maxwell nagy szerelmese volt a költészetnek: sok művet megtanult, és sajátokat is írt. A legismertebb dala a Rigid Body Sings, ami a Comin' Through the Rye című Robert Burns-mű átirata. Ezt nyilvánvalóan ő énekelte, miközben kísérte magát gitáron. Halhatatlan kezdő sorai:
Gin a body meet a body, Flyin' through the air.
Gin a body hit a body, Will it fly? And where?
A költeményeit is Lewis Campbell jelentette meg, szintén 1882-ben.

## Munkássága
- Ő volt a legjelentősebb képviselője az ismert skót Penicuik család fiatalabb ágának.
- Maxwell dolgozta ki azokat az egyenleteket, amelyek az elektromosság és mágnesesség alapvető törvényeit leírják, továbbá a gázok kinetikus elméletében a Maxwell–Boltzmann-eloszlást.
- Sokak szerint ő volt a 19. század legnagyobb tudósainak egyike, aki leginkább befolyásolta a 20. század fizikáját. 1931-ben, születésének centenáriumán Einstein Maxwell művét úgy írta le, mint „a legmélyebb és leggyümölcsözőbb, amit a fizika tapasztalt Newton kora óta.”

## Emlékezete
- A mágneses fluxus származtatott CGS-egysége a maxwell (Mw).
- A Vénusz egyik hegységrendszere, a Maxwell Montes (ez az egyetlen eset, hogy egy férfiről neveztek el valamit a Vénuszon).
- Az Edinburgh-i Egyetem James Clerk Maxwell Épülete 1977-ből.
- A 15 méter átmérőjű James Clerk Maxwell távcső, a világ legnagyobb, mm alatti tartományban működő csillagászati távcsöve (a legnagyobb asztronómiai teleszkóp a világon).
- Londonban a Királyi Főiskolán, a waterloo-i egyetemi városban is van egy épület, amit róla neveztek el. Annak őrzi az emlékét, hogy a természettudományok professzora volt a főiskolán 1860 és 1865 között.
- Ezen az egyetemen van egy kar a fizika tanszéken, amit az egyetemisták róla neveztek el.
- Cambridge-ben a Cavendish Laboratórium mellett fut a James Clerk Maxwell út.

## Publikációi
- Maxwell, James Clerk, „Ovális görbék leírása, és a többszörös fókuszúak”. Proceedings of the Royal Society of Edinburgh, Vol. ii. 1846
- Maxwell, James Clerk, „Gázok dinamikájának elmélete és szemléltetése ”. 1860
- Maxwell, James Clerk, „A fizikai erővonalak”. 1861
- Maxwell, James Clerk, „Az elektromágneses mező dinamikájának elmélete”. 1865
- Maxwell, James Clerk, „Sebességhatárolás”. From the Proceedings of the Royal Society, No.100. 1868
- Maxwell, James Clerk, „Hőelmélet”. 1871
- Maxwell, James Clerk, „Értekezés az elektromosságról és a mágnesességről”. Clarendon Press, Oxford. 1873
- Maxwell, James Clerk, „Molekulák”. Nature, September, 1873
- Maxwell, James Clerk, „Anyag és mozgás”, 1876
- Maxwell, James Clerk, „Alkalmazott összegzés Bernoulli elméletéről a gázok belső súrlódására, diffúziójára és hővezető képességére”
- Maxwell, James Clerk, „Éter”, Encyclopedia Britannica, Ninth Edition (1875-89)

## Fordítás
- Ez a szócikk részben vagy egészben  a   James Clerk Maxwell című angol Wikipédia-szócikk fordításán alapul.  Az eredeti cikk szerkesztőit annak laptörténete sorolja fel. Ez a jelzés csupán a megfogalmazás eredetét és a szerzői jogokat jelzi, nem szolgál a cikkben szereplő információk forrásmegjelöléseként.